# Top Industrial Managers for Europe
Top International Managers in Engineering (T.I.M.E.) è una rete universitaria europea che raggruppa 57 tra politecnici ed università con corsi di laurea in ingegneria.
Gli studenti che partecipano a questo programma di scambio hanno la possibilità di sottoporsi ad una formazione all'estero per due anni e, infine, ottenere il diploma dei corsi universitari dell'università che li ospita in aggiunta a quello della loro università di origine (doppia laurea).
La rete è in primo luogo europea, ma si sta diffondendo anche in altri paesi.

## Membri
Austria
- Technische Universität Wien (AT-TUW)

 Belgio
- Faculté Polytechnique de Mons (BE-FPMs)
- Université catholique de Louvain (BE-UCL)
- Université de Liège (BE-ULG)
- Université libre de Bruxelles (BE-ULB)
- Vrije Universiteit Brussel (BE-VUB)

 Brasile
- Universidade de São Paulo (Escola Politécnica da Universidade de São Paulo)

 Danimarca
- Danmarks Tekniske Universitet (DK-DTU)

 Finlandia
- Politecnico di Helsinki (FI-TKK)

 Francia
- École centrale de Lille (FR-ECLi)
- École centrale de Lyon (FR-ECLy)
- École centrale de Marseille (FR-ECM)
- École centrale de Nantes (FR-ECN)
- École centrale Paris (FR-ECP)
- École nationale supérieure de techniques avancées (FR-ENSTA)
- École nationale supérieure de l'aéronautique et de l'espace (FR-Supaero)
- École supérieure d'électricité (FR-Supelec)
- École nationale des ponts et chaussées

 Germania
- Rheinisch-Westfälische Technische Hochschule Aachen (DE-RWTH)
- Technische Universität Berlin (DE-TUB)
- Technische Universität Darmstadt (DE-TUDa)
- Technische Universität Dresden (DE-TUDr)
- Technische Universität München (DE-TUM)
- Università di Hannover (DE-LUH)
- Friedrich-Alexander-Universität Erlangen-Nürnberg (DE-UEN)

 Grecia
- Università Aristotele di Salonicco (GR-AUTH)
- National Technical University of Athens (GR-NTUA)

 Italia
- Politecnico di Milano (IT-PoliMi)
- Politecnico di Torino (IT-PoliTo)
- Università degli Studi di Padova (IT-UniPd)
- Università degli Studi di Trento (IT-UniTn)

 Norvegia
- Università norvegese di scienza e tecnologia (NO-NTNU)

 Polonia
- Politechnika Wrocławska (PL-WUT)

 Portogallo
- Universidade Técnica de Lisboa-Instituto Superior Técnico (PT-UTL)

 Regno Unito
- Queen's University Belfast (GB-QUB)

 Rep. Ceca
- Ceské Vysoké Uceni Technické v Praze (CZ-CVUT)

 Russia
- Università tecnica statale moscovita N. Ė. Bauman (МГТУ RU-BMSTU)
- Moskovskiy Institut Radiotekhniki, Elektroniki i Avtomatiki (RU-MIREA)
- Tomskij Politechničeskij Universitet (ТПУ RU-TPU)

 Spagna
- Universidad Politécnica de Madrid (ES-UPM)
- Universidad Politécnica de Valencia (ES-UPV)
- Universidad Pontificia de Comillas (ES-UPCo)
- Universitat Politècnica de Catalunya (ES-UPC)
- Università di Siviglia (ES-USE)

 Svezia
- Università di tecnologia Chalmers (SE-CTH)
- Istituto Reale di Tecnologia (SE-KTH)
- Lunds Tekniska Högskola (SE-LTH)

 Svizzera
- Eidgenössische Technische Hochschule Zürich (CH-ETHZ)
- Scuola politecnica federale di Losanna (CH-EPFL)

 Turchia
- Università tecnica di Istanbul (TR-ITU)

 Ungheria
- Budapesti Műszaki és Gazdaságtudományi Egyetem (HU-BUTE)